# 忠武路
忠武路（チュンムロ）は、大韓民国ソウル特別市中心部の南山寄りを東西に走る通りの名前。

## 概要
北の明洞通り、南の退渓路にはさまれている。西部は明洞の商業エリアの一部を構成する。
日本統治下の京城府では日本人街を東西に貫いていた通りで、当時は「本町（ほんまち）」の名で呼ばれていた。
光復後の1946年に、李舜臣の諡号である「忠武公」からとった現在の名前に変更された。なお、李舜臣の生家の推定地は忠武路の近くにあり、そこから約300メートル離れた忠武路の歩道には忠武公李舜臣生家跡の石碑がある。
1955年、忠武路4街に大規模な映画館である大韓劇場ができた。
忠武路周辺には映画会社の本社や映画館も多く集まり、1970～80年頃には映画の町として知られるようになった。映画会社は移転により少なくなったが、現在でも「忠武路」は韓国映画界の代名詞となっている。2006年からは地元の中区が主催で、忠武路国際映画祭が開催されている。
また、ペットショップ・動物病院・ペット専用美容室などペット関連業種が集中している一角があり、忠武路愛犬通りの異名で呼ばれる。